# Pseudophryne semimarmorata
Pseudophryne semimarmorata är en groddjursart som beskrevs av Lucas 1892. Pseudophryne semimarmorata ingår i släktet Pseudophryne och familjen Myobatrachidae. IUCN kategoriserar arten globalt som livskraftig. Inga underarter finns listade i Catalogue of Life.